# Cima Lampone
La Cima Lampone è una vetta alta 2.584 m s.l.m. delle Alpi Pennine e situata in Valsesia, più precisamente in Val Sermenza. È la vetta principale e più caratteristica della dorsale che divide la valle di Rima da quella di Carcoforo.

## Caratteristiche
È conosciuta anche come Monte Lampone o Piccolo Tagliaferro, per via della somiglianza al Monte Tagliaferro se vista da nord.
È una montagna imponente composta principalmente da tre ripidi versanti, il più scosceso è la parete nord, che precipita per 500 m sull'abitato di Carcoforo. Questa parete è solcata da due profondi canaloni che scaricano molte valanghe nella conca detritica sottostante, formando un piccolo nevaio perenne. 
Un altro versante molto scosceso è la parete sud-ovest, che è in parte rocciosa in parte erbosa, in inverno scarica slavine di grosse dimensioni nei pressi di Rima, sbarrando la strada che permette di raggiungerla a volte per settimane. 
Il versante sud-est è il meno ripido e sviluppato, e chiude la testata dell'omonima Val Lampone. 
Queste pareti sono divise da tre creste rocciose, la più breve e diretta è la NNW, che si stacca dal Colle del Termo, è anche la più percorsa. La cresta SE è lunghissima e presenta molte elevazioni anche importanti, nella sua interezza non è stata forse mai affrontata. La cresta ESE è la meno ripida e anche quella su cui si sviluppa la via normale alla vetta, a quota 2 400 m circa si divide in due. 

## Elevazioni minori
Dalla Cima Lampone, seguendo la sua cresta più lunga, la SE, si incontrano molte vette meno elevate, che però sono degne di nome, le più importanti sono:
- Cima del Soglio, 2 332 m. Vetta divisa dal corpo principale della Lampone dalla Goletta del Lampone (stretto intaglio naturale).
- Cima Ciapei, 2 238 m. Ardito dente di roccia poco visibile dal fondovalle.
- Colma Bella, 2 234 m. Domina una parte della Val Sermenza sopra San Giuseppe.
- Monte Cervero, 2 066 m. Imponente bastione roccioso strapiombante a sud.
- Cima Triola o Della Vela, 1 934 m. Ultimo baluardo della cresta.

## Ascensioni
Per raggiungere questa montagna non sono presenti sentieri, e dato il carattere aspro dei suoi versanti i percorsi sono tutti di tipo alpinistico. La via normale parte dalla Colmetta del Bas (raggiungibile dalla val Lampone o da Carcoforo) e si sviluppa su cresta semi-rocciosa e molto friabile, è quindi facile scivolare; per questo motivo è più consigliabile la cresta NNW, anche se supera difficoltà leggermente superiori (II grado). 

## Curiosità
Dal versante sud-ovest si distaccano spesso slavine e valanghe, molte di queste si incanalano in uno stretto canalone che scende fino al fondovalle, qui l'ammasso di neve creato termina la sua corsa, riversandosi sulla strada statale. Nel 2018 l'accumulo di neve fu eccezionale e per creare una breccia nella valangha furono necessarie due settimane di lavoro, durante le quali i 100 abitanti di Rima rimasero totalmente isolati. A lavoro terminato i muri di neve a lato della strada erano alti anche 14-16 m.